# Hennadi Bilodid
Hennadi Hryhorovych Bilodid –en ucraniano, Геннадій Григорович Білодід– (Kiev, 22 de julio de 1977) es un deportista ucraniano que compitió en judo. Su hija Daria también compite en judo.
Ganó una medalla de bronce en el Campeonato Mundial de Judo de 2005 y dos medallas de oro en el Campeonato Europeo de Judo, en los años 2001 y 2003.

## Palmarés internacional
| Campeonato Mundial | Campeonato Mundial    | Campeonato Mundial | Campeonato Mundial |
| Año                | Lugar                 | Medalla            | Categoría          |
| ------------------ | --------------------- | ------------------ | ------------------ |
| 2005               | El Cairo (Egipto)     | Medalla de bronce  | –73 kg             |
| Campeonato Europeo |                       |                    |                    |
| Año                | Lugar                 | Medalla            | Categoría          |
| 2001               | París (Francia)       | Medalla de oro     | –73 kg             |
| 2003               | Düsseldorf (Alemania) | Medalla de oro     | –73 kg             |